# ARID1A
ARID1A هو بروتين موجود بالإنسان يُشفَّر عبر جين ARID1A. 